# یوری لویک
یوری لویک (استونیایی: Jüri Luik؛ زادهٔ ۱۷ اوت ۱۹۶۶) سیاست‌مدار و دیپلمات اهل استونی است.
وی در سال ۲۰۱۷ و از سال ۱۹۹۹ تا ۲۰۰۱ وزیر دفاع استونی و از سال ۱۹۹۴ تا ۱۹۹۵ وزیر امور خارجه استونی بوده‌است. لویک همچنین سفیر استونی در کشورهای آمریکا، کانادا و مکزیک هم بوده.